# Freddie Fox
Frederick Samson Robert Morice Fox (Londres, 5 de abril de 1989), mais conhecido como Freddie Fox, é um ator britânico de cinema, televisão e teatro. Os destaques de sua carreira incluem papéis como o Rei Luís XIII em Os Três Mosqueteiros (2011) e Freddie Baxter em duas séries de televisão com temática gay Cucumber (2015) e Banana (2015).
Seus muitos créditos teatrais notáveis incluem estrelar como o jovem amante de Oscar Wilde, Lord Alfred "Bosie" Douglas em The Judas Kiss (2012-2013), ao lado de Rupert Everett, no Hampstead Theatre de Londres, além de uma turnê pelo Reino Unido e transferência para o West End.
Em 2016 ele ganhou três prêmios no Ian Charleson Awards, por sua atuação em 2015 como Romeu em Romeu e Julieta no Crucible Theatre em Sheffield. Sua proficiência com o papel o levou a ser chamado ao serviço novamente como Romeu, desta vez ao lado de Lily James na produção de Kenneth Branagh de 2016 no Garrick Theatre, quando os atores que fariam Romeu foram ambos feridos. Fox assumiu o papel em 26 de julho e o fez até o final da exibição da peça em 13 de agosto de 2016.

## Biografia
Frederick Samson Robert Morice Fox nasceu em Hammersmith, Londres. Fox vem de uma família de atores: sua mãe é a atriz Joanna David (nascida Joanna Elizabeth Hacking) e seu pai é o ator Edward Fox. Seu tio é James Fox e seus primos Jack, Laurence e Lydia também têm carreiras de sucesso como atores. Sua irmã mais velha é a atriz Emilia Fox.
De 1994 a 2002, Fox foi educado na Arnold House School, uma escola preparatória para meninos na área de St John's Wood em Londres, seguida pela Bryanston School, um colégio interno coeducacional na cidade mercantil de Blandford Forum (perto a aldeia de Bryanston) em Dorset.  Ele então frequentou a Guildhall School of Music and Drama em Londres, onde se formou em 2010.

## Vida pessoal
Durante a promoção da comédia Cucumber do Canal 4 em 2015, Fox disse que não deseja definir sua sexualidade, acrescentando "Eu tive namoradas, mas não gostaria de dizer 'Eu sou isso ou aquilo', porque em em algum momento da minha vida, posso me apaixonar por um homem". Ele também expressou que a bissexualidade é freqüentemente mal compreendida e que as pessoas podem ter relacionamentos significativos "não importa o sexo que tenham". Em uma entrevista posterior, ele respondeu alguns comentários, dizendo "minha vida... é problema meu", acrescentando "Acho que, como ator, você deve tentar preservar um pouco do seu mistério para que ainda haja um elemento de surpresa sobre de onde vêm os personagens".

## Filmografia

### Cinema
| Ano  | Título                                       | Personagem             | Notas |
| ---- | -------------------------------------------- | ---------------------- | ----- |
| 2009 | St Trinian's 2: The Legend of Fritton's Gold | Monitor-chefe          |       |
| 2011 | Os Três Mosqueteiros                         | Rei Luís XIII          |       |
| 2014 | The Riot Club                                | James Leighton-Masters |       |
| 2014 | Orgulho                                      | Jeff Cole              |       |
| 2015 | Victor Frankenstein                          | Finnegan               |       |
| 2017 | Rei Arthur: Lenda da Espada                  | Rubio                  |       |
| 2018 | Black '47                                    | Papa                   |       |
| 2019 | Fanny Lye entregue                           | Thomas Ashbury         |       |

### Televisão
| Ano             | Filme                        | Personagem                | Notas                                                   |
| --------------- | ---------------------------- | ------------------------- | ------------------------------------------------------- |
| 2009            | Why Didn't They Ask Evans?   | Tom Savage                | Filme para TV                                           |
| 2010            | Worried About the Boy        | Marilyn                   | Filme para TV                                           |
| 2010            | Any Human Heart              | Peter Scabius             | Série de TV (2 episódios)                               |
| 2010            | This September               | Guy Wells                 | Série de TV (1 episódio: "Family Secret")               |
| 2011            | The Shadow Line              | Ratallack                 | Série de TV (4 episódios)                               |
| 2012            | The Mystery of Edwin Drood   | Edwin Drood               | Drama de TV em duas partes                              |
| 2012            | Lewis                        | Sebastian Dromgoole       | 1 episódio: "Generation of Vipers"                      |
| 2012            | Parade's End                 | Edward Wannop             | Série de TV                                             |
| 2013            | Words of Everest             | Sandy Irvine              | Documentário                                            |
| 2015            | Cucumber                     | Freddie Baxter            | Série de TV                                             |
| 2015            | Banana                       | Freddie Baxter            | Série de TV                                             |
| 2017 – presente | Dennis & Gnasher: Unleashed! | Dennis, o Ameaçador (voz) | Série de TV                                             |
| 2017            | Joe Orton Laid Bare          | Sr. Sloane                | BBC2 TV docudrama                                       |
| 2017            | Saturday Mash-up!            | Ele mesmo                 | 1 episódio                                              |
| 2018            | Watership Down               | Capitã Holly (voz)        | Minissérie                                              |
| 2019            | Year of the Rabbit           | Strauss                   | Série de TV (6 episódios)                               |
| 2020            | White House Farm             | Jeremy Bamber             | Série de TV (6 episódios)                               |
| 2020            | McDonald &amp; Dodds         | Miles Stevens             | Série de TV (Temporada 1, Episódio 2)                   |
| 2020            | The Great                    | Rei Hugo                  | Minissérie (Temporada 1, Episódio 8)                    |
| 2020            | The Crown                    | Mark Thatcher             | Temporada 4                                             |
| 2020–2023       | The Great                    | King Hugo                 | Guest (season 1); recurring (season 2); main (season 3) |
| 2020            | The Crown                    | Mark Thatcher             | Séries 4, 2 episódios                                   |
| 2021            | The Pursuit of Love          | Tony Kroesig              | Minisérie                                               |
| 2022            | Toast of Tinseltown          | Edward Fox                | Câmeo                                                   |
| 2022–2023       | Slow Horses                  | Spider Webb               | Papel recorrente                                        |
| 2023            | Lot No. 249                  | Edward Bellingham         | Filme de televisão                                      |
| 2024            | The Gentlemen                | Max                       | 2 episódios                                             |
| 2024            | House of the Dragon          | Gwayne Hightower          | Temporada 2                                             |

### Teatro
| Ano       | Título                      | Personagem                  | Diretor            | Dramaturgo          | Teatro                                                         |
| --------- | --------------------------- | --------------------------- | ------------------ | ------------------- | -------------------------------------------------------------- |
| 2011      | A Flea in Her Ear           | Camille                     | Richard Eyre       | Georges Feydeau     | Old Vic                                                        |
| 2011      | Cause Célèbre               | Tony Davenport              | Thea Sharrock      | Terence Rattigan    | Old Vic                                                        |
| 2012      | Hay Fever                   | Simon Bliss                 | Howard Davies      | Noël Coward         | Teatro Noël Coward                                             |
| 2012–2013 | The Kiss of Judas           | Lord Alfred "Bosie" Douglas | Neil Armfield      | David Hare          | Teatro Hampstead Tour pelo Reino Unido Teatro do Duque de York |
| 2015      | Romeu e Julieta             | Romeo                       | Jonathan Humphreys | William Shakespeare | Teatro Crucible                                                |
| 2016      | Sonho de uma Noite de Verão | Nick Bottom / Demetrius     | Simon Evans        | William Shakespeare | Southwark Playhouse                                            |
| 2016      | Romeu e Julieta             | Romeo (substituição)        | Kenneth Branagh    | William Shakespeare | Garrick Theatre                                                |
| 2016      | Travestis                   | Tristan Tzara               | Patrick Marber     | Tom Stoppard        | Fábrica de Chocolate Menier                                    |
| 2018      | An Idea Husband             | Lord Goring                 | Jonathan Church    | Oscar Wilde         | Teatro Vaudeville                                              |
| 2019      | Edmond de Bergerac          | Edmond Rostand              | Roxana Silbert     | Alexis Michalik     | Birmingham Repertory Theatre Tour pelo Reino Unido             |